# Julius Maada Bio
Julius Maada Bio (Tihun, 12 de maio de 1964) é um ex-militar e político de Serra Leoa, atual presidente do seu país desde 2018. Anteriormente, foi presidente do seu país, em 1996.

## Carreira política
Formado na Academia Militar de Benguema, Bio estudou na Escola Primária de Tihun e ingressou nas Forças Armadas em 1987, permanecendo até 1996. Participou do levante liderado pelo capitão Valentine Strasser em 29 de abril de 1992, que expulsou o então presidente Joseph Saidu Momoh do país, e criou um Conselho Nacional provisório de administração. Porém, durante os 4 anos da gestão Strasser, quase nada foi feito para deter os rebeldes da Frente Revolucionária Unida (FRU).
Em 16 de janeiro de 1996, em um golpe militar, Strasser foi substituído por Bio, que exerceria o posto durante 2 meses, até a eleição presidencial, vencida por Ahmad Tejan Kabbah.
Disputou ainda as eleições presidenciais de 2012, perdendo para o atual presidente Ernest Bai Koroma, tendo obtido 37,4% dos votos.
Em 2018, disputou a segunda volta das eleições presidenciais, das quais saiu vencedor com 51,8% dos votos contra o adversário, Samura Kamara. Tomou posse em 4 de abril de 2018, num hotel. Nas eleições gerais de 2023, Bio foi um dos treze candidatos nas eleições gerais da Serra Leoa. sendo reeleito com 56% dos votos.